# فرنسيس غريغوري
فرنسيس غريغوري (بالإنجليزية: Henry Holman Gregory)‏ هو قاضي وسياسي بريطاني (وحمل سابقاً جنسية المملكة المتحدة لبريطانيا العظمى وأيرلندا)، ولد في 30 يونيو 1864، وتوفي في 9 مايو 1947. حزبياً، نشط في الحزب الليبرالي. في الانتخابات العمومية البريطانية 1918 ‏، انتخب عضو برلمان المملكة المتحدة الـ31 عن دائرة Derbyshire Southern ‏ (14 ديسمبر 1918 – 26 أكتوبر 1922).